# Fabio Fabene
Fabio Fabene (Roma, 12 de março de 1959) é um bispo católico italiano, desde 18 de janeiro de 2021 secretário da Congregação para as Causas dos Santos.

## Biografia
Fabio Fabene nasceu em 12 de março de 1959 em Roma, capital da província (hoje metropolitana) e bispado. 

### Formação e ministério sacerdotal
Depois de frequentar o seminário menor da diocese de Montefiascone, concluiu os estudos teológicos no pontifício seminário regional de Viterbo.
Recebeu a ordenação sacerdotal em 26 de maio de 1984, na catedral de San Lorenzo em Viterbo, por imposição das mãos de Luigi Boccadoro, bispo de Montefiascone, Acquapendente, Viterbo e Tuscania, abade ordinário de San Martino al Cimino e administrador apostólico de Bagnoregio. No dia seguinte, ele concelebrou sua primeira missa com o Papa João Paulo II em visita à cidade. 
Posteriormente, obteve o doutorado em direito canônico pela Pontifícia Universidade Lateranense. 
Exerceu o ministério de pároco de Santa Maria del Giglio em Montefiascone, ocupando também o cargo de chanceler episcopal de 1984 a 1998, e de professor de direito canônico no Instituto Teológico de Viterbo. 
Desde 1 de janeiro de 1998 está ao serviço da Congregação para os Bispos e ao mesmo tempo exerce o cargo de suplente no secretariado do Colégio dos Cardeais. Desde 1996 é juiz externo do tribunal de primeira instância para as causas de nulidade do casamento na região do Lácio, no tribunal ordinário da diocese de Roma. Ele se tornou o chefe do escritório da Congregação para os Bispos em 24 de abril de 2010; em 11 de janeiro de 2012 foi nomeado prelado de honra de Sua Santidade pelo Papa Bento XVI.
Em 8 de fevereiro de  2014, o Papa Francisco o nomeou subsecretário do Sínodo dos Bispos ; sucedeu Fortunato Frezza, que renunciou em setembro de 2013.

### Ministério episcopal

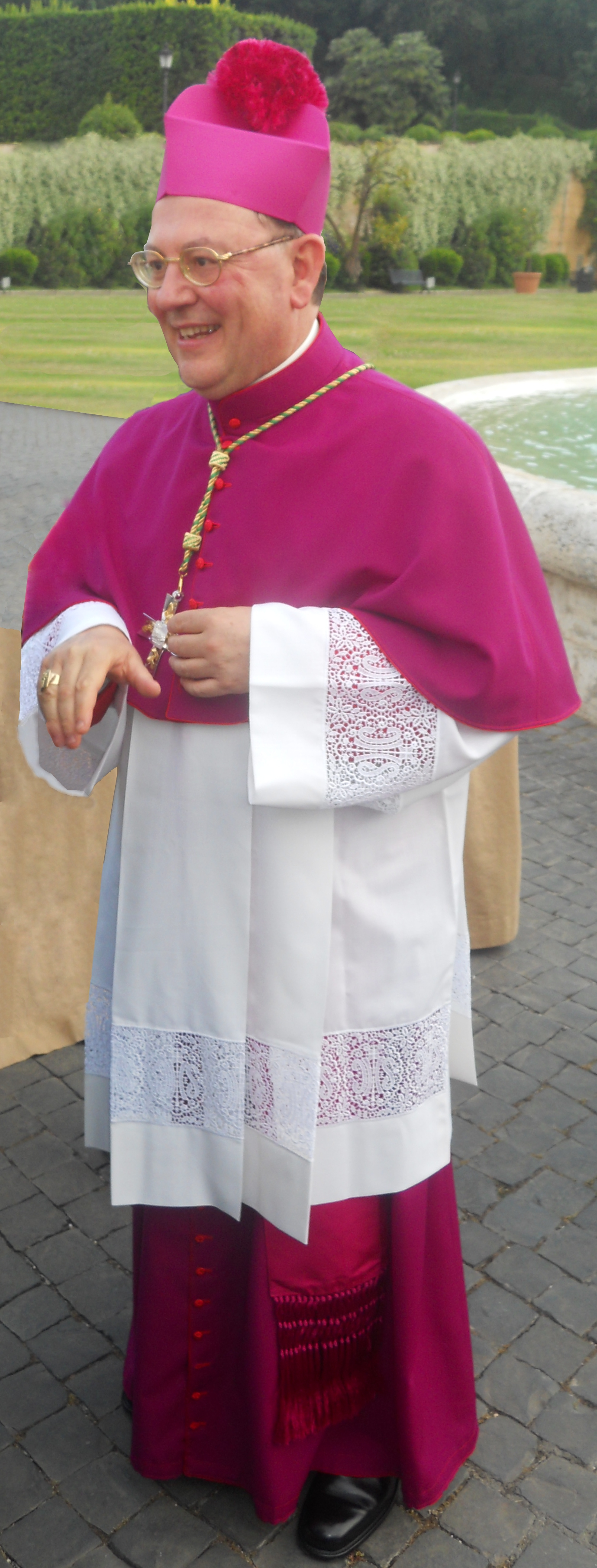
Mons.Fabene no dia da sua ordenação episcopal,.

Em 8 de abril do mesmo ano, o Papa Francisco elevou-o à dignidade episcopal, atribuindo-lhe a sede titular de Acquapendente . Recebeu a ordenação episcopal em 30 de maio seguinte, na Basílica de São Pedro do Vaticano, pela imposição das mãos do mesmo pontífice, assistido pelos cardeais co-consagradores Giovanni Battista Re, prefeito emérito da Congregação para os Bispos, e Lorenzo Baldisseri, secretário geral do Sínodo dos Bispos. Como lema episcopal escolheu In communion gaudium, que traduzido significa "Na alegria da comunhão". 
Em 28 de fevereiro de 2017 foi transferido para o escritório do proprietário em Montefiascone. 
É postulador da causa de beatificação e canonização do cardeal Marcantonio Barbarigo e assistente eclesiástica do Centro Feminino Italiano - C.I.F. de Roma .
Em 18 de janeiro de 2021, o Papa Francisco o nomeou secretário da Congregação para as Causas dos Santos  ele sucedeu a Marcello Bartolucci, que concluiu seu segundo mandato de cinco anos em 29 de dezembro de 2020.